# Estatua de la divina adoratriz Karomama

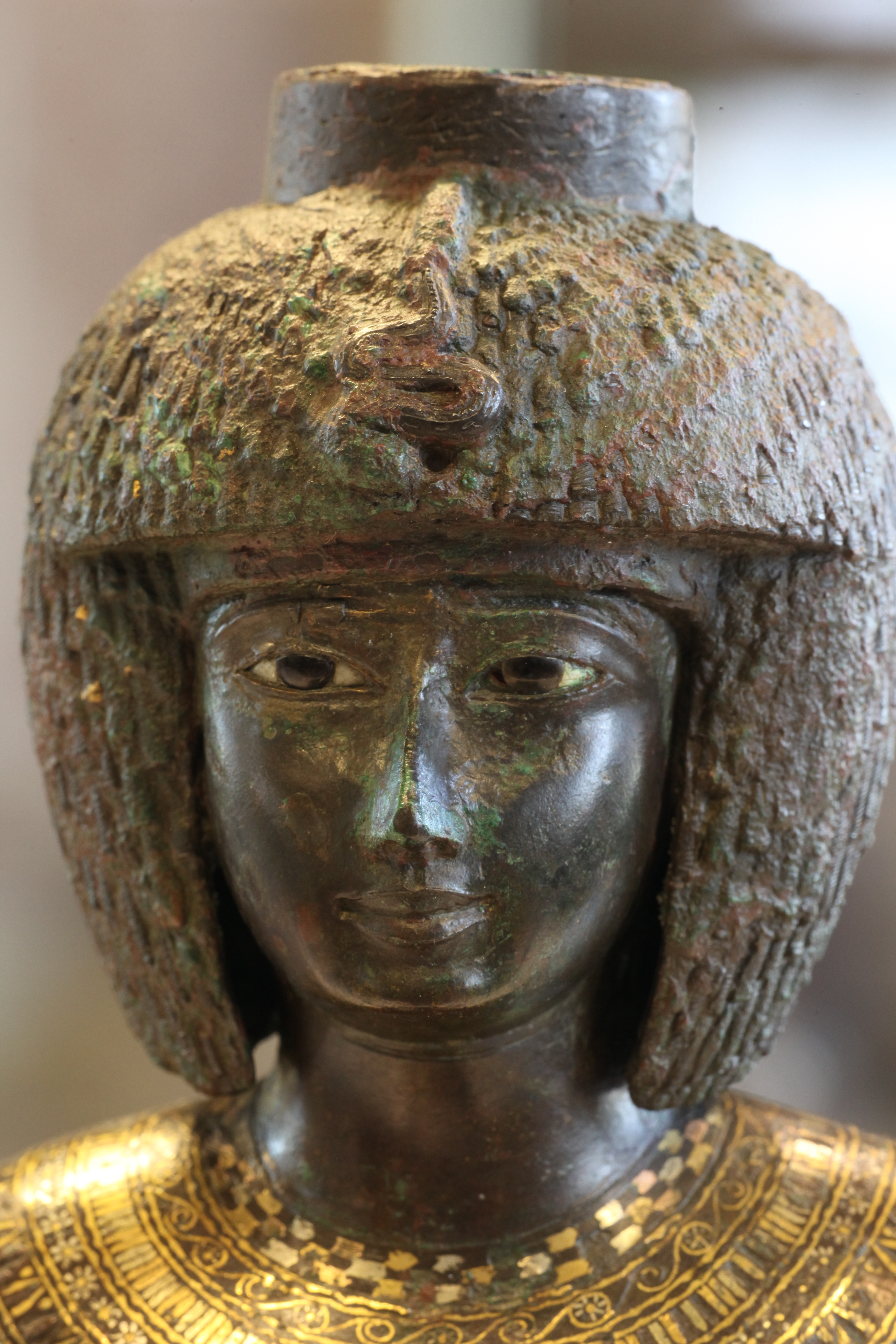
Parte superior de la Estatua de Karomama, en el Louvre.

Mapa del Antiguo Egipto, durante el tercer periodo intermedio de Egipto.

La estatua de la divina adoratriz Karomama es una estatua de bronce tallada por escultores egipcios en la Dinastía XXII, esto es, entre c. 945 y 715 a. C., en el tercer periodo intermedio de Egipto y que fue una de las dos dinastías de origen libio junto con la dinastía XXIII.

## Hallazgo e historia
La escultura fue hallada en Karnak (al-Karnak,الكرنك, "ciudad fortificada", llamada en el Antiguo Egipto Ipet Sut, "el lugar más venerado"), y representa a Karomama Meritmut I, reina de Egipto y divina adoratriz del Templo de Amón, y esposa del faraón, Osorkon II, de la dinastía XXII de Egipto, durante el Tercer periodo intermedio de Egipto.

## Conservación
- La figura se exhibe de forma permanente en el Museo del Louvre, (París), después de ser adquirida en 1829.

## Características
- Técnica: fundición a la cera perdida.
- Estilo: Arte egipcio.
- Material: oro, bronce, plata y electro.
- Altura: 29 centímetros.
- Anchura: 35 centímetros.
- Diámetro: 12,5 centímetros.